# Joe Dassin à New York
Albums de Joe Dassin
Les Deux Mondes de Joe Dassin
(1967)
Singles
1. Ça m'avance à quoi ? / Comme la lune
Sortie : 1966
2. Guantanamera / Katy cruel
Sortie : 1966
3. Excuse Me Lady / Petite mama
Sortie : 1966
4. Vive moi / Joli minou
Sortie : 1966

Joe Dassin à New York est le 1er album studio français du chanteur Joe Dassin. Il est sorti en 1966.

## Liste des chansons de l'album
| 1. | Excuse Me, Lady (Excuse Me Baby)         | Artie Wayne                            | 2:22 |
| 2. | Sometime Lovin'                          | Gary Shearston                         | 2:38 |
| 3. | Guantanamera                             | Hector Angulo, José Martí, Pete Seeger | 2:59 |
| 4. | Je change un peu de vent (Freight Train) | Jean-Michel Rivat, Joe Dassin          | 2:18 |
| 5. | Celle que j'oublie                       | Camille Monte, Estelle Levitt          | 2:30 |
| 6. | Comme la lune (Four Kinds of Lonely)     | Lee Hazlewood                          | 3:30 |

| 7.  | Petite mama (Mama)                          | Mark Charron                                    | 2:30 |
| 8.  | Joli minou                                  | Jean-Michel Rivat, Joe Dassin, Georges Liferman | 2:05 |
| 9.  | Dans la brume du matin (Early Morning Rain) | Gordon Lightfoot                                | 3:20 |
| 10. | Vive moi ! (Turn Down Day)                  | David Blume, Jerry Keller                       | 2:30 |
| 11. | Katy Cruel                                  | Chanson traditionnelle                          | 1:52 |
| 12. | Ça m'avance à quoi (You Were on My Mind)    | Sylvia Fricker                                  | 2:30 |